# Championnat de France masculin de handball 1964-1965
Navigation
Nationale 1 1963-1964 Nationale 1 1965-1966
Le championnat de France de Nationale 1 masculin 1964-1965 est le plus haut niveau de handball en France. 
Le titre de champion de France est remporté par le Stade Marseillais Université Club. C'est leur premier titre de champion de France.

## Modaliltés
Les 24 équipes sont réparties en 3 poules de 8 équipes :
- les premiers de chaque poule sont qualifiés pour la phase finale au moyen de trois tournois, chacun recevant les deux autres.
- les clubs classés de la 2e à la 5e place de chaque poule sont maintenus
- les clubs classés à la 6e place de chaque poule s'opposent entre eux : le vainqueur est maintenu.
- les deux perdants ainsi que les clubs classés aux 7e et 8e places de chaque poule sont relégués en Championnat de France Excellence.

## Première phase
- Qualifié pour la phase finale.
- Qualifié pour le tournoi du meilleur 6e.
- Relégué en Excellence.

Le classement de la première phase est

### Poule Ouest
Nette domination de l'US Ivry, sous l'impulsion de René Richard et Ridouh, et qui malgré son cruel échec en quart de finale à Copenhague, est à créditer d'une honorable carrière en Coupe des clubs champions. De Stella St-Maur, et surtout du Bordeaux EC, on s'attendait à un comportement plus brillant, et à lutte plus acharnée pour la conquête de la première place. L'ASCO, sans bruit, se maintient au milieu du classement, et l'ES Colombes n'a pas raté son entrée en « Nationale ». Le Nantes EC devra lutter pour la seizième place, alors que le SS Voltaire rejoindra avec un « ex-grand », l'ASPOM Bordeaux, l'Excellence. 
|   | Équipe                           | Pts | J  | G  | N | P  | Bp  | Bc  | Diff |
| - | -------------------------------- | --- | -- | -- | - | -- | --- | --- | ---- |
| 1 | US Ivry (T)                      | 38  | 14 | 12 | 0 | 2  | 337 | 193 | 144  |
| 2 | Stella Sports Saint-Maur         | 34  | 14 | 10 | 0 | 4  | 221 | 190 | 31   |
| 3 | AS Cheminots de l'Ouest Paris    | 32  | 14 | 9  | 0 | 5  | 235 | 242 | -7   |
| 4 | Bordeaux EC                      | 31  | 14 | 8  | 1 | 5  | 254 | 221 | 33   |
| 5 | ES Colombes (P)                  | 30  | 14 | 8  | 0 | 6  | 228 | 230 | -2   |
| 6 | Nantes EC                        | 23  | 14 | 4  | 1 | 9  | 165 | 225 | -60  |
| 7 | SS Voltaire Châtenay-Malabry (P) | 20  | 14 | 3  | 0 | 11 | 214 | 248 | -34  |
| 8 | ASPOM Bordeaux                   | 16  | 14 | 1  | 0 | 13 | 181 | 286 | -105 |

### Poule Est
Le SMUC, enfin stabilisé, apparaît parmi les « Grands », au terme d'un coude à coude passionnant avec le FC Sochaux, que la blessure de Silvestro a handicapé pour le sprint final. Le CSL Dijon et l'ASCEM Lyon, une fois de plus, sont voués aux places d'honneur; le HBC Bisontin étant l'équipe en forme de cette fin de championnat. Pour le Racing Club de France, le verdict des barrages déterminera son avenir, alors que l'ACBB, malgré Alexandre, n'aura tenu qu'une saison, et que l'ASU Lyon aura joué le jeu jusqu'au bout, malgré une suite ininterrompue de revers. 
|   | Équipe                      | Pts | J  | G  | N | P  | Bp  | Bc  | Diff |
| - | --------------------------- | --- | -- | -- | - | -- | --- | --- | ---- |
| 1 | Stade Marseillais UC        | 39  | 14 | 12 | 1 | 1  | 324 | 175 | 149  |
| 2 | FC Sochaux                  | 37  | 14 | 11 | 1 | 2  | 355 | 241 | 114  |
| 3 | CSL Dijon                   | 32  | 14 | 8  | 2 | 4  | 248 | 231 | 17   |
| 4 | ASCEM Lyon                  | 30  | 14 | 7  | 2 | 5  | 258 | 256 | 2    |
| 5 | HBC Bisontin                | 27  | 14 | 6  | 1 | 7  | 261 | 259 | 2    |
| 6 | Racing Club de France       | 24  | 14 | 4  | 2 | 8  | 201 | 251 | -50  |
| 7 | AC Boulogne-Billancourt (P) | 21  | 14 | 3  | 1 | 10 | 252 | 303 | -51  |
| 8 | ASU Lyon                    | 14  | 14 | 0  | 0 | 14 | 211 | 394 | -183 |

### Poule Nord
L'ASP Police, qui a rajeuni son équipe, ne croyait pas avoir une tâche aussi facile dans cette poule Nord, alors que le PUC, impressionnant en début de saison, ralliait beaucoup de suffrages. Les « Policiers » ont agréablement surpris, alors que les « Etudiants » décevaient. L'USB Longwy continue sa remarquable progression, et gagner à Longwy est actuellement une gageure. La sixième place échoit à Billy-Montigny, tandis le CA Fontenay qui aura lutté jusqu'au bout, et l'AS Police de Metz, depuis longtemps lâché, ne font plus partie de l'« élite ». 
|   | Équipe                        | Pts | J  | G  | N | P  | Bp  | Bc  | Diff |
| - | ----------------------------- | --- | -- | -- | - | -- | --- | --- | ---- |
| 1 | ASP Police Paris              | 39  | 14 | 12 | 1 | 1  | 290 | 181 | 109  |
| 2 | USB Longwy                    | 35  | 14 | 10 | 1 | 3  | 224 | 164 | 60   |
| 3 | Paris UC                      | 33  | 14 | 9  | 1 | 4  | 248 | 179 | 69   |
| 4 | Lille Université Club (P)     | 27  | 14 | 6  | 1 | 7  | 215 | 213 | 2    |
| 5 | AS Mulhouse                   | 25  | 14 | 5  | 1 | 8  | 220 | 216 | 4    |
| 6 | Carabiniers de Billy-Montigny | 25  | 14 | 5  | 1 | 8  | 166 | 241 | -75  |
| 7 | SCA Fontenay-sous-Bois        | 24  | 14 | 5  | 0 | 9  | 208 | 240 | -32  |
| 8 | AS Police de Metz             | 16  | 14 | 1  | 0 | 13 | 181 | 318 | -137 |

## Phase finale

### Tournoi des6e
Les 3 équipes qualifiées sont le Nantes Étudiants Club, le Racing Club de France et les Carabiniers de Billy-Montigny.
Avec quatre victoires en quatre matchs lors des deux premiers tours, le Nantes Étudiants Club a rapidement assuré son maintien en « Nationale », alors que le Racing et les Carabiniers, rejoignent en Excellence S.S. Voltaire, ASPOM Bordeaux, ACBB, ASU Lyon, C.A. Fontenay et ASP Metz.

### Poule haute
Les 3 équipes qualifiées sont l'US Ivry, le Stade Marseillais UC et l'ASP Police Paris
Premier tour, 13 mars 1965 à Ivry-sur-Seine
Évoluant pourtant à domicile, Ivry déçoit lors de premier tour avec deux courtes défaites, au grand désappointement de ses nombreux supporters et à la surprise de beaucoup. En revanche, le S.M.U.C. surprend en arrachant deux victoires, dont celle contre la Police. Le bilan à l’issue de cette première journée est :
1. Stade Marseillais UC, 2 victoires
2. ASP Police Paris, 1 victoire et 1 défaite
3. US Ivry, 2 défaites

Deuxième tour, 21 mars 1965 à Marseille
Ivry sans René Richard, joue son va-tout contre les Policiers, mais les dernières minutes leur sont fatales. Le choc SMUC-ASPP a ensuite tenu toutes ses promesses : âpre et palpitant, il se termine sur le score de 10 partout. Dans le dernier match, Ivry est écrasé par les Marseillais qui soignent ainsi leur goal-average. 
Le bilan à l’issue de la deuxième journée est :
1. Stade Marseillais UC, 3 victoires et 1 nul
2. ASP Police Paris, 2 victoires, 1 nul et 1 défaite
3. US Ivry, 4 défaites

Troisième tour, 27 mars 1965 à Bondy
- SMUC bat Ivry 13-6 (7-4) : Ivry, avec René Richard, fait illusion jusqu'à la 11e minute (3-3) mais dès lors, irrésistiblement, les Marseillais plus complets, avec maîtrise et sang-froid, creusent l'écart, confirmant leurs victoires des tours précédents et levant les derniers doutes sur leur valeur.
- ASP Police bat Ivry 19-15 (9-9) : Alors que l'on s'attendait à une facile et nette victoire de la Police, c'est à un baroud d'honneur des Ivryens que l'on assiste. Au début de la seconde période, rien n'était encore joué, le score étant à 10 partout, alors que A.S.P.P. avait eu jusqu'à quatre buts d'avance. Sentant le danger, les Policiers se ressaisissent et décrochent enfin la courageuse formation d'Ivry.
- ASP Police bat SMUC  9-8 (6-7) : après les acclamations de leurs supporters respectifs, l'ASP Police dans son fief l'emportant fort logiquement à l'applaudimètre, le dernier round commence. Grâce à un excellent début, les Marseillais prennent le large à 5-2, donnant l'impression de s'envoler vers une nette victoire. C'est compter sans les spectateurs qui, dans leur majorité, commencent dès lors à porter le challenger qui se reprend à temps, pour revenir à un but à la mi-temps. Deux erreurs font ensuite basculer la victoire dans le camp des Parisiens. Tout d’abord, la réaction brutale d'un joueur marseillais qui déchaîne le public et que le SMUC continue par la suite à faire jouer, créant une ambiance défavorable. Ensuite, le jeu timoré et temporisateur du SMUC en attaque durant toute la seconde période avec, finalement, un seul but marqué.

Le bilan à l'issue de la troisième et dernière journée est :
1. Stade Marseillais UC, 4 victoires, 1 nul et 1 défaite
2. ASP Police Paris, 4 victoires, 1 nul et 1 défaite
3. US Ivry, 6 défaites

Ainsi, le SMUC et l'ASPP terminent à égalité de points, et c'est au goal-average que le Stade Marseillais Université Club est désigné pour la première fois champion de France. Les Champions de France 1964-1965 sont Perrier Alain, Turin, Paolini, Albarrasin, Agostini, Matteoni, Marine, Soulié, Guidoni, Vidil, Costantini et Portes.

## Championnat Excellence
64 clubs, répartis dans 8 poules de 8 équipes, ont participé à cette édition du Championnat Excellence (actuelle Division 2). Les clubs ayant terminé premier de leur poule sont qualifiés pour la phase finale et promus en Division Nationale.
Les résultats de la phase finale sont :
- Quarts-de-finale[2]
  - Girondins de Bordeaux HBC bat HBC Nantais 23 à 22ap
  - CSM Petit-Quevilly bat ASPTT Évreux 21 à 18ap
  - FC Mulhouse Handball bat Union Hagondange 32 à 13
  - CSMT Marseille est battu par AS Caluire 16 à 21
- Demi-finales :
  - FC Mulhouse Handball bat AS Caluire ? à ?
  - Girondins de Bordeaux HBC bat CSM Petit-Quevilly ? à ?
- Finale[4]
  - Girondins de Bordeaux HBC bat FC Mulhouse Handball 17 à 16 (9-11).

Le FC Mulhouse Handball, précédé d'une solide réputation, le prouve rapidement pour mener d'entrée par 5 à 0. Les Girondins pris à froid auraient pu ne jamais se 
relever d'un tel passif. Ils cherchaient à s'organiser et à enrayer le raz-de-marée des Mulhousiens, et c'est peut-être en cela, en partie, la raison de leur victoire. Au fil de la partie, l'écart à la marque se trouvait réduit et le FC Mulhouse menait seulement par 11 à 9 à la mi-temps.
Dans les buts mulhousiens, Clad trop impulsif devait remplacer Armbruster sans présenter la même sûreté. D'ailleurs, rapidement, les Girondins devaient égaliser à 
11-11 et après 40 minutes de jeu tout était encore à faire, avec toutefois en moins cette assurance qui se dégageait du camp alsacien en première période. Jusqu'à 
14-14, c'était un nouvel avantage des équipiers de Riegel chaque fois détruit par ceux de Vincent. Les Bordelais, pour la première fois par Babin, prenaient l'avantage dans cette fin de partie beaucoup trop rude et devaient porter la marque à 17-14 devant une équipe tournant à vide et éprouvée, le dernier sursaut des Mulhousiens ramenait la marque à 17-16 pour alors entendre siffler la fin de la rencontre. 
Les Girondins de Bordeaux HBC, plus constants sur 60 minutes, ont remporté la victoire, mais si un prix devait être décerné à la classe, sans aucun doute Mulhouse l'aurait remporté. L'effectif des Girondins de Bordeaux, champions de France division Excellence, est : B. Poujol, Y. de Zanet, A. Gil, P. Queuille, R. Vincent, J.-P. Babin, J.-P. Laplagne, B. Chauze, A. Brus-Horky, F. Loustaunau, P. Bertin.